# Auriac (Aude)
 Auriac  es una población y comuna francesa, en la región de Languedoc-Rosellón, departamento de Aude, en el distrito de Carcasona y cantón de Mouthoumet.

## Demografía
| 73 | 37 | 28 | 25 | 29 | 35 |
| Para los censos de 1962 a 1999 la población legal corresponde a la población sin duplicidades (Fuente: INSEE [Consultar]) |    |    |    |    |    |